# 阿勒曼尼人

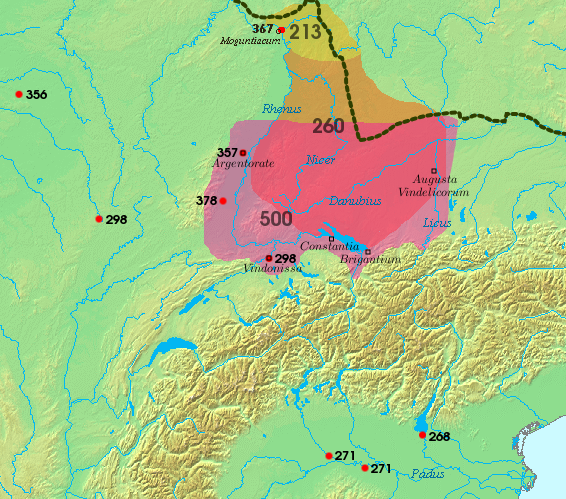
阿勒曼尼人定居地，以及罗马-阿勒曼尼之戰，第3至6世紀

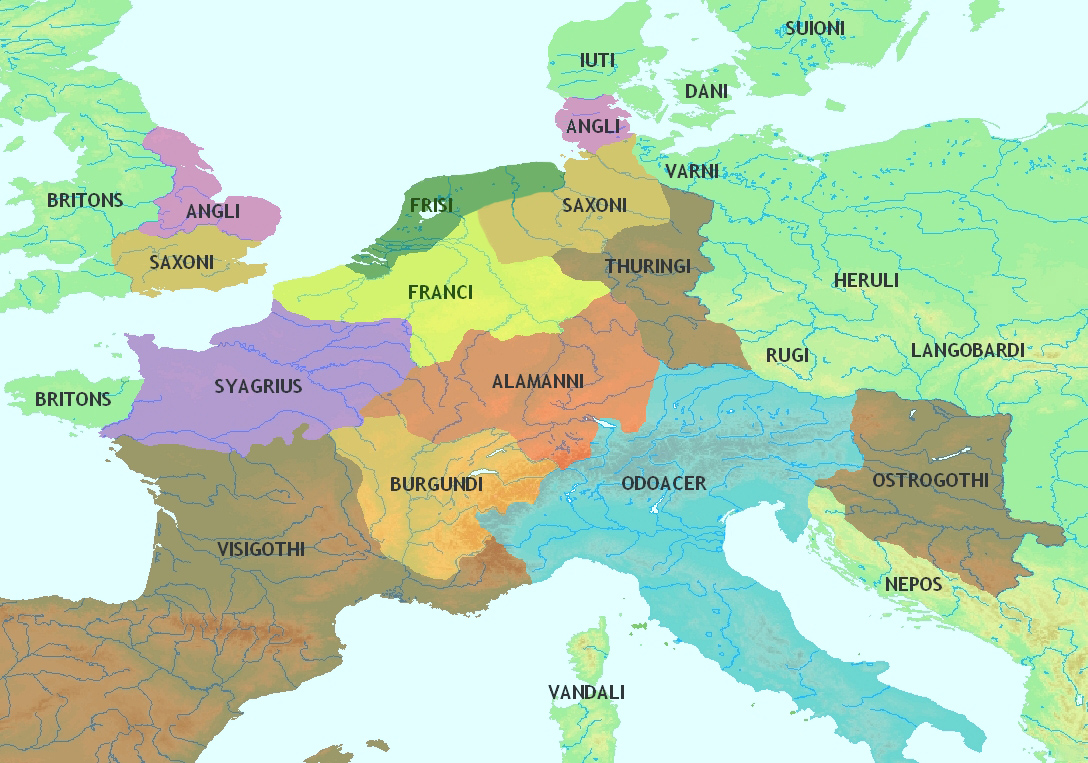
5世纪末期的西欧

阿勒曼尼人，或譯為阿拉曼人（英語：Alamanni；Allemanni或Alemanni），這個名稱源自位在美因河上游區域的日耳曼部落同盟。最早出現在文獻中的，是在三世紀時，羅馬皇帝卡拉卡拉宣稱擊敗了阿拉曼人（Alamannicus）。該日耳曼部族的同盟原由至今未明。但以羅馬人的觀點，阿拉曼聯盟具有相當的攻擊性。就如同法蘭克人，讓羅馬人無法越過萊茵河與下日耳曼行省，後來的阿拉曼人也扮演同樣的角色，經常侵擾羅馬的上日耳曼行省。

## 历史
公元1世紀，萊茵河成為羅馬控制下的高盧人與日耳曼人的地理界線。日耳曼人、凱爾特人（Celt）以及其他與此同源的部族居住在羅馬帝國的邊界。羅馬人沿著萊茵河，設立了上日耳曼和下日耳曼兩個行省。上日耳曼包括了萊茵河與多瑙河的上游流域、以及黑森林部分地區。羅馬人在此建了日耳曼長城用來防禦敵人的入侵。
長期以來，阿拉曼人不時越過長城入侵羅馬帝國邊境。到了5世紀，阿拉曼人擴展到了阿爾薩斯、瑞士高原與今日的巴伐利亞和奧地利部分地區。公元8世紀，他們已經到了阿爾卑斯山的山谷地區。根據《羅馬皇帝傳（Historia Augusta）》所述，該聯盟在3世紀羅馬皇帝普罗布斯之後，組成了一個稱為阿勒曼尼亞（Alamannia）的獨立國家，但他們仍經常臣服於法蘭克人之下。在今天的法語中，將德國稱為阿勒芒（Allemagne），以及西班牙語的Alemania，都是承襲過去的舊稱而來。